# Joe Avezzano
Joseph William Avezzano (Yonkers, New York, 1943. november 17. – Milánó, 2012. április 5.) amerikai amerikaifutball-játékos és -edző, 2011–2012-ben a Seamen Milano vezetőedzője.

## Fiatalkora
1961-ben érettségizett a Miami Jackson középiskolában, majd sportösztöndíjjal beiratkozott a Floridai Állami Egyetemre. Az 1966-os AFL-draft 6. körében a Boston Patriots kiválasztotta. 1967-ben a Pittsburgh Steelers szerződtette, de a szezon kezdete előtt kirúgták.

## Edzőként
1967-ben az ohiói Washington középiskola, 1968-ban a Florida State Seminoles, 1968 és 1972 között pedig az Iowa State Cyclones edzőhelyettese volt. 1973 és 1976 között a Pittsburgh Panthers támadófaledzői pozícióját töltötte be; utolsó szezonjában a csapat megnyerte a konferenciabajnokságot. 1977 és 1979 között a Tennessee Volunters támadókoordinátora volt.
1979 decemberében az Oregon State Beavers vezetőedzőjévé nevezték ki; négyéves szerződése évi negyvenezer dollárról szólt. Egymásután 14 játékot elveszítettek; 6–47–2-es (12,7%-os győzelmi arányú) eredményét követően az 1984-es szezon végén kirúgták. 1985 és 1988 között a Texas A&M Aggies támadófaledzője, utolsó évében pedig emellett támadókoordinátora volt.
1990-ben a Dallas Cowboys speciális csapatának edzőjévé nevezték ki; 1993-ban a csapat az NFL minden rúgóstatisztikájában a tíz legjobb között volt, ekkor Avezzanót az év speciáliscsapat-edzőjévé választották. 1998-ban a csapat a tizenkét legjobb között volt, ekkor a díjat újra elnyerte. 2000-ben a vezetőedzői cím várományosa volt, de a pozíciót nem kapta meg. 2003-ban kirúgták.
2003-ban a Dallas Desperados vezetőedzője volt, majd 2004-ben az Oakland Raiders helyettesének nevezték ki. Felettese, Norv Turner 2005-ös kirúgását követően távozott.
2011-ben a Seamen Milano vezetőedzője lett.

## Családja és vállalkozásai
A Delta Tau Delta diákszövetség tagja volt. 2007-ben megnyílt texasi bisztrója, a Coach Joe’s, emellett övé volt a Hat Tricks is. 2006 és 2009 között az AF2-beli Corpus Christi Sharks amerikaifutball-csapat tulajdonosa volt.
Kétszer nősült: 1965 és 1970 között egykori diáktársa, Sherry Butcher, majd harminc éven át Diann Avezzano volt a felesége, akivel egy fiuk, Tony született.

## Halála
Olaszországban futópadon edzés közben szívrohamban elhunyt.

## Eredményei vezetőedzőként
| Szezon                                       | Eredmény                                     | Eredmény                                     | Helyezés                                     |
| Szezon                                       | Összesen                                     | Konferencia                                  | Helyezés                                     |
| Oregon State Beavers (Pacific-10 Conference) | Oregon State Beavers (Pacific-10 Conference) | Oregon State Beavers (Pacific-10 Conference) | Oregon State Beavers (Pacific-10 Conference) |
| -------------------------------------------- | -------------------------------------------- | -------------------------------------------- | -------------------------------------------- |
| 1980                                         | 0–11                                         | 0–8                                          | 10.                                          |
| 1981                                         | 1–10                                         | 0–7                                          | 10.                                          |
| 1982                                         | 1–9–1                                        | 0–7–1                                        | 10.                                          |
| 1993                                         | 2–8–1                                        | 1–6–1                                        | 9.                                           |
| 1984                                         | 2–9                                          | 1–7                                          | 9.                                           |
| Összesen:                                    | 6–47–2                                       | 2–35–2                                       | –                                            |

## Fordítás
- Ez a szócikk részben vagy egészben  a   Joe Avezzano című angol Wikipédia-szócikk ezen változatának fordításán alapul.  Az eredeti cikk szerkesztőit annak laptörténete sorolja fel. Ez a jelzés csupán a megfogalmazás eredetét és a szerzői jogokat jelzi, nem szolgál a cikkben szereplő információk forrásmegjelöléseként.